# Космос-2327
Космос-2327 је један од преко 2400 совјетских вјештачких сателита лансираних у оквиру програма Космос.
Космос-2327 је лансиран са космодрома Плесецк, Русија, 16. јануара 1996. Ракета-носач Космос је поставила сателит у орбиту око планете Земље. Маса сателита при лансирању је износила 825 килограма. Космос-2327 је био војни навигациони сателит.